# Limnophila taoyuanensis
Limnophila taoyuanensis är en grobladsväxtart som beskrevs av Y.P. Yang och S.H. Yen. Limnophila taoyuanensis ingår i släktet Limnophila och familjen grobladsväxter. Inga underarter finns listade i Catalogue of Life.